# Pérama (Gastoúri, Corfou)
Pour les articles homonymes, voir Perama (homonymie).
Pérama (grec moderne : Πέραμα) est une localité située dans le dème de Corfou-Centre et des îles Diapontiques, dans le district régional de Corfou, dans la périphérie des Îles Ioniennes, en Grèce.
Selon le recensement de 2021, elle compte 728 habitants.